# Éruption du mont Paektu en 946
L'éruption du mont Paektu en 946, à la frontière actuelle entre la Chine et la Corée du Nord, a été l'une des plus violentes de l'histoire et est classée comme un évènement de puissance VEI-7. L'éruption a entraîné une brève période de changement climatique important en Chine. L'année de l'éruption n'est pas connue avec certitude, mais la date de 946 est le plus souvent avancée, en prenant comme référence le Goryeo-sa. Ce fut l'une des plus grandes et des plus violentes éruptions des 2 000 dernières années, avec l’éruption du lac Taupo vers l'an 180, l'éruption du Samalas en 1257 et l'éruption du Tambora en 1815.